# St. Georgs-Orden (Habsburg-Lothringen)
Der St.-Georgs-Orden (offiziell St.-Georgs-Orden – ein europäischer Orden des Hauses Habsburg-Lothringen) ist ein „dynastischer Ritterorden“ der Familie Habsburg-Lothringen, der sich in der Tradition des ehemaligen Kaiserhauses des Heiligen Römischen Reiches, Österreichs, Ungarns und der weiteren ehemaligen Kronländer versteht.
Der Orden wird von der International Commission for Orders of Chivalry als Ritterorden eines ehemals regierenden Hauses geführt.

## Geschichte

### Gründung
Am 18. Jänner 2008 wurde unter maßgeblicher vorheriger Mitwirkung von Otto Habsburg-Lothringen, seinem Sohn Karl Habsburg-Lothringen und Vincenz Liechtenstein der St.-Georgs-Orden in vereinsrechtlicher Form geschaffen. In weiterer Folge erhielt der Orden am 24. April 2010 durch Otto Habsburg eine neue Verfassung. Auf dem Ordenskonvent am 30. April 2011 im Münster zu Neuberg an der Mürz wurde schließlich nach dem Tod Otto Habsburgs nach Proklamation durch den Großmeister Karl der „St.-Georgs-Orden – ein europäischer Orden des Hauses Habsburg-Lothringen“ als „Orden des Erzhauses“ bestätigt. Als erster Prokurator fungierte Norbert van Handel, am Ordenskonvent in Kufstein am 22. April 2017 wurde Vinzenz Stimpfl-Abele zum Prokurator berufen.
Der Schutzpatron des Ordens ist der heilige Georg als Sinnbild der Ritterlichkeit.

### Vorläufer
Der Orden beruft sich auf den heiligen Georg als Schutzpatron und knüpft an die Tradition der Georgsorden im Königreich Ungarn wie im habsburgischen Österreich des Spätmittelalters an. Als Vorläufer werden der ungarische Georgsorden König Karl Roberts, der Drachenorden und der St.-Georgs-Orden Kaiser Friedrichs III. und Maximilians I. genannt. Da 2008 die Gründer des St.-Georgs-Ordens aus dem Kreis des Alten Ordens vom St. Georg stammten, wird dessen Geschichte ebenfalls angeführt, der Verweis auf eine angebliche Ordensstiftung durch Kaiser Heinrich VII. mangels Quellenmaterial verworfen.

### Struktur
Der St.-Georgs-Orden führt seine Geschäfte über einen Verein namens „Gesellschaft der Ritter des Sanct Georgs-Ordens (OSG) bzw. Society of Knights of the Order of St. George (OSG)“, der im österreichischen Vereinsregister eingetragen ist.
Der zirka 600 Mitglieder umfassende Orden versteht sich als europäisch und überparteilich. Der Orden unterstützt den multinationalen alt-österreichischen Staatsgedanken, das verstärkte Erfordernis der Kooperation mit den Staaten Zentral- und Südosteuropas, bekennt sich zu einem geeinten selbstbewussten Europa und hat Komtureien in Österreich, Italien, Kroatien, Slowenien, Deutschland, Tschechien, Serbien, Ungarn und Großbritannien.

### Ziele und Zusammenwirken
Der St.-Georgs-Orden setzt sich für ein vereintes christliches Europa und die traditionellen konservativen Werte ein.
Maßgabe ist auch ein freundschaftliches Zusammenwirken der Ritter und Damen untereinander, vor allem mit dem Souveränen Malteserorden, den Johannitern, dem Deutschen Orden, den Rittern vom Heiligen Grab zu Jerusalem und dem Orden vom Goldenen Vlies.
Der St.-Georgs-Orden ist nach eigener Aussage ein karitativer Orden, der sich bemüht, das „achtfache Elend“ auf der Welt zu lindern beziehungsweise zu bekämpfen:

### Kritik
Der Georgsorden kam im Zuge der Bundespräsidentenwahl in Österreich 2016 in öffentliche Aufmerksamkeit. Norbert van Handel, damals Prokurator des Georgsordens, engagierte sich für den FPÖ-Kandidaten Norbert Hofer, selbst Ehrenritter des Ordens. Ehrenritter Erhard Busek verließ daraufhin den Georgsorden. 
2017 wurde auf dem Ordenskonvent in Kufstein ein neuer Prokurator und Kanzler ernannt. 2019 wurde Johann Gudenus und Markus Tschank, gegen die im Zuge der Ibiza-Affäre ermittelt wurde, nahegelegt, den Orden zu verlassen. Ab der russischen Invasion in die Ukraine 2022 positionierten sich der Ordensgroßmeister Karl Habsburg und der Orden gegen die russische Aggression.

## Mitglieder (Auswahl)
„Der Orden ist nicht auf Österreich beschränkt, sondern hat ein weitverzweigtes internationales Netzwerk mit Schwerpunkt in den ehemaligen Habsburg-Ländern. ‚Komtureien‘, also Niederlassungen, gibt es auch in Slowenien, Kroatien, Tschechien, den Niederlanden,  Ungarn, Italien und Großbritannien. Und auch international finden sich etliche prominente Mitglieder.“ (Die Presse, September 2016)
Wo es bekannt ist, ist dem Namen auch das Jahr der Aufnahme in den Orden vorangestellt. Bekannte Mitglieder (sogenannte „Ritter“, „Damen“, „Ehrenritter“, „Ehrendamen“ und „Geistliche Räte“) des St.-Georgs-Ordens sind:

### Ehrenritter und bekannte Ritter (nach Gelöbnis und Ritterschlag)
- Siegfried Auffermann (Präsident des Wirtschaftskomitees Deutschland e. V. (WBA))[16]
- Jan Peter Balkenende (Ministerpräsident der Niederlande a.D; CDA)
- Robert Brieger, Vorsitzender des Militärausschusses der Europäischen Union, ehemaliger Generalstabschef des österreichischen Bundesheeres
- Randolph Leonard Spencer-Churchill (* 1965; Sohn des britischen Politikers Winston Spencer Churchill und Urenkel des englischen Premiers Winston Churchill)[16]
- 2017: Luis Durnwalder (Landeshauptmann von Südtirol a. D.; SVP)[16]
- Gerald Ebinger (Abgeordneter zum Wiener Landtag und Gemeinderat; FPÖ)[9]
- David Engels (Historiker aus Belgien) [46]
- Werner Fasslabend (Bundesminister a. D., Dritter Präsident des Nationalrates a. D.; ÖVP)[16]
- Massimiliano Fedriga (* 1980; Präsident der autonomen Region Friaul-Julisch Venetien; Lega Nord)[16]
- 2017: Michael F. Feldkamp (deutscher Historiker)[17]
- András Gerö (Regisseur, Direktor des Habsburger Historischen Instituts in Ungarn[18])[16]
- Gerald Grosz (Abgeordneter zum Nationalrat a. D.; BZÖ)[19]
- Herbert Haupt (Dritter Präsident des Nationalrates a. D., Bundesminister a. D., Vizekanzler a. D.; FPÖ/BZÖ)[16]
- Norbert Hofer (Dritter Präsident des Nationalrates, Bundesminister a. D.; FPÖ)[9][16]
- 2014: Moritz Hunzinger (im selben Jahr der Aufnahme auch Delegat der „Internationalen Komturei“ des Ordens; Mitglied der CDU; deutscher Public-Relations-Berater und aktiver und ehemaliger Manager diverser Unternehmen)
- Gjorge Ivanov (nordmazedonischer Politikwissenschaftler und Professor an der Universität Skopje, Staatspräsident Nordmazedoniens a. D.; der national-konservativen Partei VMRO-DPMNE nahestehend)[16]
- Norbert Kapeller (Abgeordneter zum Nationalrat a. D.; ÖVP)[20][21]
- Andreas Karlsböck (Abgeordneter zum Nationalrat a. D.; FPÖ)[9]
- Karlheinz Kopf (Generalsekretär der Wirtschaftskammer Österreich, Zweiter Präsident des Nationalrates a. D.; ÖVP)[16]
- Maximilian Krauss (Abgeordneter zum Nationalrat a. D.; FPÖ)[22]
- Martin Kubinzky-Papik (Manager)
- Reinhold Lopatka (Staatssekretär im Bundeskanzleramt, Abg. d. NR und Klubobmann a. D. des ÖVP-Parlamentsklubs)[16]
- Roberto Maroni (Vorsitzender der Lega Nord und Präsident der Region Lombardei)[9][16]
- Gerhard Milletich (Medienunternehmer, Präsident des ÖFB a. D., Vizekomtur der Komturei Burgenland; Mitglied der SPÖ)[20]
- 2018: Siegfried Nagl (Bürgermeister der Stadt Graz a. D.; ÖVP)[23][16]
- Harald Ofner (Bundesminister a. D.; FPÖ)[9]
- Alexander Pachta-Reyhofen (Offizier des Ordens vom Goldenen Vlies)[16][24]
- 2018: Rossen Plewneliew (bulgarischer Minister a. D. und Präsident a. D.; GERB)[23][16]
- 2018: Erwin Pröll (Landeshauptmann von Niederösterreich a. D.; ÖVP; nach Die Presse bereits 2016)[9][23][16]
- Josef Pühringer (Landeshauptmann von Oberösterreich a. D.; ÖVP)[9][16]
- George Robertson (ehemaliger britischer Verteidigungsminister (Labour Party), ehemaliger NATO-Generalsekretär)[16]
- Luigi Roth (italienischer Geschäftsmann und Generalmanager)[16]
- 2017: Andrä Rupprechter (Bundesminister a. D.; ÖVP)[25][16]
- Franz Schausberger (Landeshauptmann von Salzburg a. D.; ÖVP)[9][16]
- Karl Schlögl (Innenminister a. D., Bürgermeister von Purkersdorf; SPÖ)[9][16]
- Zsolt Semjén (Stellvertretender Ministerpräsident und Minister im Kabinett Orbán III, Parteivorsitzender der Christlich-Demokratische Volkspartei)[16]
- 2018: Carsten Spohr (Vorstandsvorsitzender der Deutschen Lufthansa AG)
- David Steel (britischer Politiker und ehemaliger Vorsitzender Liberal Party/Liberal Democrats)[16]
- 2018: Thomas Stelzer (Landeshauptmann von Oberösterreich; OÖVP)[26]
- Jiří Toman (tschechisch-schweizerischer Jurist und Universitätsprofessor)[16]
- Alfred Tombor-Tintera (Gründer der Europäischen Weinritterschaft und Consul Primus Senatus der Europäischen Weinritter, Honorarkonsul der Slowakischen Republik und Landesobmann der Paneuropabewegung Burgenland[27])[16]
- Max Turnauer (Industrieller und Ehrenpräsident des Aufsichtsrats der Constantia Industries AG[28][29][30], Engagement im Souveränen Malteser Ritterorden, Erbe mit seiner Schwester des Vermögens des Industriellen und bekennenden Monarchisten Herbert Turnauer (1907–2000),[31])[16]
- Markus Tschank (Abgeordneter zum Nationalrat; FPÖ)[32][12]
- Herwig van Staa (Landeshauptmann von Tirol a. D.; ÖVP)[9][16]
- Giuseppe Vianello (Ordenspräsident des Ordens der Ritter des Heiligen Markus [Cavalieri di San Marco][33])[16]
- Reinhart Waneck (Mediziner, Staatssekretär für Gesundheitswesen; FPÖ).[16]
- Alan Watson (britischer Politiker; Liberal Democrats)[16]

### Ehrendamen und bekannte Damen (nach Gelöbnis)
- Eva Demmerle (deutsche Autorin, Dozentin, ehemalige parlamentarische Assistentin im Europäischen Parlament von Otto Habsburg-Lothringen)
- Camilla Habsburg-Lothringen (Unternehmerin, Protektorin der Ordensakademie des St.-Georgs-Ordens)
- Eilika Habsburg-Lothringen (geborene Herzogin von Oldenburg, Protektorin der Ordensdamen des St.-Georgs-Ordens, Ehefrau von Georg Habsburg-Lothringen, stv. „Großmeister“)[16]
- Beatrix Karl (Bundesministerin a. D.; ÖVP)[9][16]
- Maria Schmidt (Historikerin, Generaldirektorin der Stiftung für die Erforschung der Geschichte und Gesellschaft Mittel- und Osteuropas (KTTKK))[16][34][35]
- Gabriela Stimpfl-Abele (Unternehmerin, Präsidentin der Ordensdamen, Executive Director der IAA Austria, Bezirksrätin von Wien-Landstraße, ÖVP)[16]
- Ursula Stenzel (ehemalige Journalistin im ORF; Europaparlamentarierin a. D., ÖVP; Stadträtin Wiener Stadtsenat und Wiener Landesregierung, FPÖ)[9][16]
- Maria Trauttmansdorff-Weinsberg[16]
- Verica Trstenjak (slowenische Rechtswissenschaftlerin, ehemalige Generalanwältin am EuGH, ehemalige Richterin am EuG.)[16]
- Silke Vollenhofer (Vorsitzende des wissenschaftlichen Beirats der Ordensakademie, Kunst- und Kulturwissenschaftlerin, Hochschullehrerin)[36]

### Geistliche Räte
- Sr. Maria Gratia Baier (Mutter Oberin der Salesianerinnen in Wien[37])[16]
- Markus Bugnyar (Rektor des Österreichischen Hospizes zur Heiligen Familie in Jerusalem)[16]
- Don Stefano Canonico (Ordensprälat; Pfarrvikar der Pfarrkirche und Stadtkapelle der Seligen Jungfrau des Rosenkranzes (Chiesa parrocchiale e Cappella Civica: Beata Vergine del Rosario),[38] Triest[39])[16]
- Dusan Ehmig (evang. Pastor[40] in Chrudim, Tschechien)[16]
- German Erd (Zisterzienser und Abt des Stiftes Stams)[16]
- 2018: Anton „Toni“ Faber (Dompfarrer der Domkirche St. Stephan zu Wien)[23][16]
- Stefan Gugerel (Ordensprälat; Militärpfarrer am Militärkommando Oberösterreich und an der Heeresunteroffiziersakademie in Enns, Leiter des Instituts für Religion und Frieden der Katholischen Militärseelsorge in Österreich[41])[16]
- Reverend Allan Hawkins[16]
- Gerhard Höbarth (Pfarrvikar; verheirateter röm.-kath. Priester[42])[16]
- Klaus Küng (emeritierter Diözesanbischof; Ordensprälat)[16]
- Pius Maurer OCist (Abt des Stiftes Lilienfeld)[16]
- Msgr. Karl Schrittwieser (Bischofsvikar[43])[16]
- Prälat Ambróz Martin Štrbák O. Praem (Abt des Stiftes Jasov, Slowakei)[16]
- Reverend Sam Wells (Priester der Church of England)[16]

### Bekannte ehemalige Mitglieder
- bis 11/2016: Erhard Busek (Wissenschaftsminister a. D., Vizekanzler a. D.; ÖVP)[9][10][44]
- Ján Čarnogurský (ehemaliger slowakischer Dissident, Gründer und ehemaliger Vorsitzender der KDH, Ministerpräsident der Slowakei a. D.)[9][16]
- bis 9/2019: Johann Gudenus (Vizebürgermeister von Wien a. D., Abgeordneter zum Nationalrat a. D., ehemals FPÖ)[45][12]
- Dominik Nepp (Vizebürgermeister von Wien a. D.; FPÖ)[22]

## Wappen und Ordensinsignien

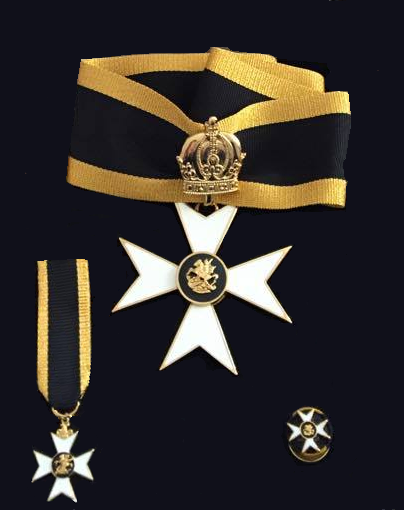
Insignien des St.-Georgs-Ordens (Habsburg-Lothringen)

Der Orden führt eine gold- und weiß-emailliertes Malteserkreuz, überhöht von einer goldenen österreichischen Kaiserkrone. Auf dem gold umrahmten schwarzen Mittelmedaillon befindet sich die goldene Figur des berittenen und drachentötenden Heiligen Georg. Revers finden sich die goldenen Buchstaben VIRIBUS UNITIS auf schwarzem Grund.